# Skorost
Skorost (russisk: Скорость) er en sovjetisk spillefilm fra 1983 af Dmitrij Svetozarov.

## Medvirkende
- Aleksej Batalov som Igor Vladimirovitj Lagutin
- Dmitrij Kharatyan som Grigorij Jakovlev
- Merle Talvik som Krista Tammet
- Vsevolod Sjilovskij som Sergej Trofimovitj Levko
- Angelina Stepanova som Jelizaveta Aleksejevna